# Myriopus suffruticosus
Myriopus suffruticosus är en strävbladig växtart som först beskrevs av Carl von Linné, och fick sitt nu gällande namn av Feuillet. Myriopus suffruticosus ingår i släktet Myriopus och familjen strävbladiga växter. Inga underarter finns listade i Catalogue of Life.